# کلوکدرق
کلوکدرق یکی از روستاهای استان آذربایجان شرقی است که در دهستان میدان‌چای بخش باسمنج شهرستان تبریز واقع شده‌است.این روستا ۱۰۴ نفر جمعیت دارد.